# Bola Laranja Basquetebol Clube
Bola Laranja Basquetebol Clube é um clube de basquetebol brasileiro, com sede em Miracema, Rio de Janeiro - RJ.
Fundado em 1998, no mesmo ano foi campeão carioca de basquete feminino. Naquele ano, sua jogadora Márcia Sobral foi a cestinha da competição, ao marcar 186 pontos.